# Sokoli Laur im. Augustyna Świdra
Sokoli Laur im. Augustyna Świdra - nagroda przyznawana osobom, których dokonania i inicjatywy o charakterze kulturalnym, sportowym, naukowym bądź społecznym służą mieszkańcom Świętochłowic oraz przyczyniają się do nobilitacji i ugruntowania pozycji miasta w regionie.
Awers medalu ma napis "Laur Sokoli im. A. Świdra", a w tle jest orzeł i herb miasta, natomiast na rewersie, obok wizerunku mężczyzny umieszczono napis: "Miło w śląskiej żyć krainie, kiedy nas posadził los...".
Nagroda została wycofana w 2009 roku.

## Zdobywcy nagród
- 2008 
  - Marek Gremlowski
  - Witold Wiór
- 2007
  - Grzegorz Stachak
  - Arkadiusz Pawełek
- 2006
  - nagrody nie przyznano
- 2005
  - Zofia Pogoda
  - Ks. Zenon Latawiec
- 2004
  - nagrody nie przyznano
- 2003
  - Jan Helik
  - Ks. Brunon Franielczyk
- 2002
  - Ks. Józef Palka
  - Ryszard Szczepanik
- 2001
  - Agnieszka Fatyga
- 2000
  - Franciszek Król
  - Ks. Jan Gacka